# Jive Žigmund Karner
Jive (Ive, Ivan) Žigmund (Sigismund) Karner (Pandrof, 24. svibnja, 1756. – Bizonja, 12. veljače, 1817.) hrvatski (gradišćanski) je katolički svećenik, prevoditelj i pisac.
U Ugarskom Starom Gradu (mađ. Magyaróvár, spojen s Možunom u Mosonmagyaróváru) je počeo svoje školovanje. Služio je kao pavlinski redovnik kod Bratislave i odonud odlazio, kada je Josip II. zabravio samostan (1788.).
Bio je kaplan u hrvatskom mjestu Kemlji. Od 1799. do svoje smrti bio je svećenik u Bizonji. Pisao je čitanku i druge rukopise na hrvatskom jeziku gradišćanskih Hrvata. U rukopisu mu je ostala zbirka duhovnih pjesama Nove duhovne jacske, ke je z oszebitim trudom popiszal y szemu Horvatszkomu narodu prikazal (1812.). Od Tome Kempenaca je preveo Od naszledovanya Kristussevoga (1812.).
Glavno djelo mu je Slabikar aliti jimen knyi'zicza za haszan ladanyzkih skol horvatzkoga naroda va Ugerszkom Kralyesztvi (1806.).

## Vanjske poveznice
- KARNER, Ive (Jive, Sigismund, Žigmund) (Hrvatski biografski leksikon)
- Fülop Szedenich: Naši pisci i književnost: Magyar horvátok irodalomtörténete, Piri és Székely könyvnyomdája, Šopronj, 1912., str. 164